# Структура кристалів
Структура кристалів – внутрішня будова кристалів, яка визначається кількісним співвідношенням структурних одиниць (атомів, йонів, молекул), їх відносними розмірами, поляризаційними властивостями та взаємозв’язком між ними. 

## Загальний опис
Кожна кристалічна форма утворена однаковими симетрично розміщеними гранями, які відповідають плоским сіткам кристалічної ґратки. За симетрією структура кристалу завжди відповідає одному з 14 типів просторових ґраток Браве: триклінна (проста), моноклінна (проста, базоцентрована), ромбічна (проста, базоцентрована, об'ємноцентрована, гранецентрована), гексагональна  (проста), тригональна (проста), тетрагональна (проста, об'ємноцентрована), кубічна (проста, об'ємноцентрована, гранецентрована).
Розрізняють упорядковану і невпорядковану (недосконалу) С.к. Перша характерна трансляційним повторенням паралелепіпедів, ідентичних за розмірами, хім. складом і положенням структурних одиниць всередині пакетів за винятком зміщень, які викликані тепловими коливаннями. Для другої (недосконалої) структури характерні відхилення від ідеальної кристалічної решітки.
Розрізняють також С.к. дефектну, яка виникає при заміні одних атомів іншими, а також пропусків атомів у вузлах кристалічної ґратки; при цьому виникає відхилення від стехіометричного складу.
Залежно від переважних хімічних зв'язків виділяються 4 типи структур кристалів: 
- 1) металічні кристали складаються з однакових атомів, зв'язок між якими здійснюється за рахунок електронів, що вільно переміщаються між атомами (Сu, Mg і ін.);
- 2) атомні (гомеополярні) кристали також складаються з однакових атомів, однак взаємодія між ними здійснюється за рахунок наявності електронів, загальних для сусідніх атомів (ковалентний зв'язок — алмаз, графіт і ін. );
- 3) йонні (гетерополярні) кристали складаються з позитивно й негативно заряджених йонів — катіонів і аніонів (галіт і ін. );
- 4) молекулярні кристали мають структури з відособленими групами частинок, які відповідають молекулам. Сили зв'язку між окремими молекулами пояснюються нерівномірним розподілом у них електричних зарядів (сили Ван-Дер-Ваальса).

Перехідні форми до молекулярних структур від йонних – це радикал-йонні й комплекс-йонні кристали, де є відособлені групи атомів, що являють собою електронегативні або електропозитивні комплекси. Шаруваті структури складаються із частинок, згрупованих у вигляді ясно виражених шарів.

## Окремі різновиди
СТРУКТУРА КРИСТАЛІВ АКСІАЛЬНА – виділяється за принципом зв'язку між формою елементарного гнізда й габітусом кристалів. Структура, при якій структурні одиниці з'єднуються між собою в одному напрямку, утворюючи нескінченні ланцюги. Серед С.к.а. виділяються типово ланцюгові і ланцюгоподібні. С.к.а. характеризуються селен, телур, ртуть, нікелін, натроліт, піроксени, амфіболи. Структура кварцу розглядається як проміжна між ізометричною й ланцюговою.
СТРУКТУРА КРИСТАЛІВ АНІЗОМЕТРИЧНА – те ж саме, що й структура кристалів планарна.
СТРУКТУРА КРИСТАЛІВ ІЗОМЕТРИЧНА – виділяється за принципом зв'язку між формою елементарного гнізда й габітусом кристалів. Основою більшості С.к.і. служить кубічна упаковка або об'ємноцентрована кубічна ґратка. Ізометричну структуру кристала мають шпінелі, галіту, сфалериту, флюориту і т.д.
СТРУКТУРА КРИСТАЛІВ КАРКАСНА – найбільш складне структурне угруповання силікатів, коли кремнекисневі тетраедри утворюють безперервні тривимірні каркаси. Кожний йон кисню належить двом тетраедрам. Хім. формула комплексних аніонів каркасної будови[Sin-xAlxO2n], тому що частина йонів Si4+ замінена йонами Al3+, завдяки чому цей радикал має деякий залишковий негативний заряд. Прикладом є структури кварцу, польових шпатів.
СТРУКТУРА КРИСТАЛІВ КІЛЬЦЕВА – структурне угруповання силікатів, коли комплексний аніон складається з 3, 4 або 6 кремнекисневих тетраедрів, зв'язаних один з одним через 2 загальні вершини в замкнені плоскі ізольовані кільця. 
СТРУКТУРА КРИСТАЛІВ СТРІЧКОВА – структурне угруповання силікатів, коли кремнекисневі тетраедри утворюють здвоєні ланцюжки. Радикал представлений у вигляді [Si4O11]6-. Прикладом таких структур є структура амфіболів. Належить до аксіальної групи структур.
СТРУКТУРА КРИСТАЛІВ ЛИСТОВА – структурне угруповання силікатів, коли кремнекисневі тетраедри утворюють двовимірні шари-аркуші. Тетраедри з'єднуються один з одним трьома загальними вершинами. Радикал представлений у вигляді [Si2O5]5-. Таку структуру мають каолініт, пірофіліт, тальк, слюди. Належить до планарних (листуватих) структур.
СТРУКТУРА КРИСТАЛІВ ПЛАНАРНА – один з трьох морфологічних типів структур кристалів. За І. Костовим, характеризується співвідношеннями елементів кристалу.